# Витемор (Ајова)
Витемор (енгл. Whittemore) град је у америчкој савезној држави Ајова. По попису становништва из 2010. у њему је живело 504 становника.

## Демографија
Према попису становништва из 2010. у граду је живело 504 становника, што је -26 (-4.9%) становника више него 2000. године.
| Група             | 2000.       | 2010.       |
| Белци             | 528 (99,6%) | 490 (97,2%) |
| Афроамериканци    | 0 (0,0%)    | 1 (0,2%)    |
| Азијати           | 0 (0,0%)    | 0 (0,0%)    |
| Хиспаноамериканци | 0 (0,0%)    | 8 (1,6%)    |
| Укупно            | 530         | 504         |